# Tunari (okręg Dymbowica)
Tunari – wieś w Rumunii, w okręgu Dymbowica, w gminie Bezdead. W 2011 roku liczyła 179 mieszkańców.